# Теория оптимальности в лингвистике
Теория оптимальности (ОТ) — лингвистическая теория, предложенная в начале 1990-х годов П. Смоленским, А. Принсом, Дж. Маккарти и др. Теория оптимальности возникла в рамках фонологии, однако вскоре нашла применение и в других областях лингвистики. ОТ обычно рассматривается как направление в рамках генеративной лингвистики, предметом которой является исследование универсальных принципов языка,  лингвистической типологии, механизмов усвоения языка, порождения и восприятия речи. ОТ часто называют коннекционистской теорией языка, так как она уходит корнями в исследование и моделирование нейронных сетей.

## Теория
В фонологических исследованиях, получивших развитие после появления автосегментной фонологии (Дж. Голдсмит) и, в целом, нелинейной фонологии, все большее внимание исследователей привлекало влияние ограничений, действующих на уровне поверхностных представлений (а не на глубинных уровнях порождения). В результате переосмысления роли подобных ограничений, концепция последовательного применения правил порождения уступила место концепции выбора оптимальной формы в соответствии с некоторой группой ограничений.
А. Принсом и П. Смоленским был разработан формальный аппарат, позволяющий осуществлять анализ фонологических систем различных языков. Было показано, что языковые явления самых разных языков могут расцениваться как «эффекты», имеющие место вследствие той или иной иерархии универсальных ограничений. Таким образом, различие между языками состоит только в том, каким образом упорядочены ограничения в грамматике того или иного языка.
Теория оптимальности описывает грамматику языка как процесс взаимодействия трех основных компонентов:
- GEN (генератор) — компонент, отвечающий за порождение бесконечного числа возможных форм (кандидатов) на основе лексических морфем;
- CON (ограничения) — набор универсальных ограничений, применяемых к поверхностным формам;
- EVAL (оценка) — компонент, который осуществляет отбор оптимальной формы-кандидата и отсев кандидатов, не соответствующих ограничениям.

Теория оптимальности исходит из представления, что подобные ограничения
- являются универсальными для всех языков;
- могут конфликтовать друг с другом;
- применяются мгновенно;
- образуют строгую иерархию.

Более поздние трактовки теории оптимальности признают также, что отдельные ограничения могут и не находиться в отношениях иерархии между собой.
Все ограничения могут быть разбиты на два типа. Ограничения первого типа (ограничения по принципу «верности») требуют сохранения исходных (глубинных) языковых форм, ограничения второго типа (ограничения по принципу маркированности) требуют использования в языке наименее маркированных форм. Так, существование эпентезы в некотором языке свидетельствует о том, что ограничения второго типа, предписывающие соответствие результирующих форм немаркированной слоговой структуре (открытый слог), обладают большей значимостью в иерархии данного языка, чем ограничения первого типа, запрещающие внедрение дополнительных элементов в структуру слова (каким и является эпентетический элемент).
Образование языковой формы с нарушением более значимых ограничений является менее предпочтительным, однако нарушение тех или иных ограничений не означает, что такая форма не может быть избрана из множества возможных. Фонологический компонент избирает лишь наиболее оптимальную форму, то есть форму, нарушающую минимальное количество наименее значимых ограничений по сравнению со всеми другими языковыми формами.
Результаты анализа в Теории Оптимальности представлены в виде таблицы (tableau). Столбцы соответствуют ограничениям, ранжированным по убыванию значимости слева направо. Строки соответствуют формам-кандидатам. Нарушение ограничения обозначается звездочкой (*), а критическое нарушение, сопровождаемое отсевом, дополнительно обозначается восклицательным знаком (!). Оптимальный кандидат обозначается значком в виде указательного пальца.
В таблице приведен пример результатов оценки глубинной формы /с стола/ в русском языке на соответствие наиболее существенным ограничениям. Ограничения первого типа — MAX (удаление запрещено) и DEP (внедрение запрещено). Ограничения второго типа — *SS (запрещена последовательность двух сибилянтов), *Coda (закрытый слог запрещен) и *ComplexOnset (запрещены сложные инициали). В приведенном примере фонетическая форма с эпентетическим гласным [состола] является наиболее оптимальной, хотя она и нарушает ограничения DEP и *ComplexOns. Однако эти ограничения в системе языка менее значимы, чем запреты на удаление звука (MAX) или на маркированные фонологические структуры (*SS, *Coda).
Теория оптимальности критиковалась с различных позиций. Наибольшую критику вызывает невозможность теории адекватно объяснить случаи фонетической нерегулярности (opacity), когда в процессе преобразования исходной формы в поверхностную требуется наличие промежуточных форм. Для преодоления этого противоречия Дж. МакКарти предложил наряду с отдельными формами оценивать все деривационные цепочки форм-кандидатов, в число которых включаются и необходимые промежуточные формы. П. Кипарский, напротив, предложил систему, в которой иерархия ограничений меняется на разных уровнях деривации. Существуют и другие модификации теории оптимальности (например, теория П. Бурсмы), в которых ограничения, помимо иерархических отношений, имеют различный вес в системе, либо меняют свою значимость в процессе коммуникации.
В теории оптимальности большое внимание уделяется исследованию языков самых разных языковых семей, благодаря чему полученные с её помощью результаты отличаются широтой и универсальностью.